# Reprezentacja Francji w piłce wodnej kobiet
Reprezentacja Francji w piłce wodnej kobiet – zespół, biorący udział w imieniu Francji w meczach i sportowych imprezach międzynarodowych w piłce wodnej, powoływany przez selekcjonera, w którym mogą występować wyłącznie zawodnicy posiadający obywatelstwo francuskie. Za jej funkcjonowanie odpowiedzialny jest Francuski Związek Pływacki (FFN), który jest członkiem Międzynarodowej Federacji Pływackiej.